# ASCII Corporation
ASCII Corporation (株式会社アスキー; Kabushiki-gaisha Asukī) is een in Tokio gevestigde Japanse uitgeverij en was een van de belangrijkste spelers in de verwezenlijking van de MSX-computerstandaard. Het is een onderneming van de Kadokawa-groep met aan het hoofd Kadokawa Holdings, Inc.
Het belangrijkste tijdschrift dat het bedrijf publiceert is ASCII, dat een van de oudste en meest prestigieuze tijdschriften van Japan is.

## Geschiedenis
ASCII werd opgericht in 1977 door Kazuhiko Nishi en Keiichiro Tsukamoto. Oorspronkelijk was het uitgever van een tijdschrift met dezelfde naam, ASCII. Gesprekken tussen Bill Gates en Nishi leidden in 1978 tot de oprichting van Microsofts eerste buitenlandse verkoopkantoor, ASCII Microsoft. In 1980 verdiende ASCII 1,2 miljard yen aan de verkoop van licenties voor Microsoft BASIC. Het was 40 procent van Microsofts omzet en Nishi werd Microsofts Vice President of Sales voor het Verre Oosten. In 1983 introduceerden ASCII en Microsoft de MSX, een gestandaardiseerde specificatie voor 8-bits thuiscomputers. In 1984 betrad ASCII de halfgeleidersector, in 1985 gevolgd door verdere uitbreiding tot een commerciële online service onder de merknaam ASCII-NET. Toen de populariteit van huisvideogamesystemen in de jaren tachtig toenam, werd ASCII actief in de ontwikkeling en uitgave van software en randapparatuur voor populaire consoles zoals de Family Computer en Mega Drive. Na Microsofts beursgang in 1986 richtte Microsoft zijn eigen Japanse dochteronderneming op, Microsoft Kabushiki Kaisha (MSKK) en beëindigde het zijn samenwerking met ASCII. Rond dezelfde tijd was het bedrijf ook verplicht om zichzelf opnieuw op te bouwen als gevolg van zijn agressieve diversificatie in de eerste helft van de jaren tachtig. Het bedrijf ging in 1989 openbaar.
De vroege werkzaamheden van ASCII Corporation bestonden hoofdzakelijk uit de ontwikkeling en fabricage van computerhardwareproducten.
Aangezien de populariteit van spelcomputersystemen in de jaren tachtig sterk toenam, verlegde ASCII de aandacht naar de ontwikkeling en het uitbrengen van software voor spelcomputersystemen als de al eerder genoemde MSX-standaard, Nintendo's NES en Sega's Master System.
ASCII werd dusdanig populair op de softwaremarkt dat het een Amerikaanse vestiging oprichtte onder de naam ASCII Entertainment.
Hoewel het marktaandeel van ASCII op de Japanse markt onder druk kwam te staan, verliepen de zaken op de Amerikaanse markt voorspoedig.
Om het Amerikaanse interactieve amusementskanaal verder te ondersteunen, werd in 1998 het startupbedrijf Agetec verzelfstandigd. Eén jaar later werd het bedrijf geheel onafhankelijk van ASCII Entertainment.
In 1998 werd de Amerikaanse uitgeefdivisie van ASCII omgedoopt tot Agetec, wat staat voor "ASCII Game Entertainment TEChnology".
In maart 2002 beëindigde ASCII al zijn activiteiten op het gebied van computerspelontwikkeling. Het bedrijf concentreerde zich vanaf dat moment volledig op het uitgeven van IT- en computertijdschriften. In 2004 werd het bedrijf door Kadokawa Shoten opgekocht en op 1 april 2008 met dochteronderneming MediaWorks hernoemd tot ASCII Media Works.
Voordat het zijn computerspelactiviteiten geheel had beëindigd, was een groot deel van de computerspeldivisie reeds ondergebracht in een zelfstandig opererende uitgeverij, Media Leaves, Inc.